# Brecht Capon
Brecht Capon (Oostende, 24 april 1988) is een Belgisch voormalig voetballer, die speelde als aanvallende rechterflankverdediger. Hij speelde voor KV Oostende, KV Kortrijk en Club Brugge

## Carrière

### Club Brugge
Capon begon met voetballen bij Hermes Oostende waar hij werd weggeplukt door Club Brugge. Capon werd in het voorjaar van 2007 samen met Benjamin Lutun toegevoegd aan de A-kern van Club Brugge. Hij maakte zijn debuut in de Jupiler League tijdens de uitwedstrijd tegen Zulte-Waregem, seizoen 06/07 en scoorde zijn eerste officiële doelpunt op 11 mei 2008. Capon maakte het 3de doelpunt in de met 4-0 gewonnen wedstrijd tegen Westerlo.

### KV Kortrijk
Gedurende het seizoen 2009/10 werd Capon uitgeleend aan eersteklasser KV Kortrijk waar hij veel speelkansen kreeg van coach Georges Leekens. Nadat deze uitleenbeurt afliep, vond Kortrijk een akkoord met Club Brugge waardoor Capon definitief werd aangetrokken. Hij groeide bij Kortrijk uit tot een onbetwiste basispion op de positie van rechtsachter. In november 2013 werd het contract van Capon verlengd tot de zomer van 2018.

### KV Oostende
Nadat zijn trainer van bij Kortrijk, Yves Vanderhaeghe, de nieuwe trainer werd van reeksgenoot KV Oostende maakte Capon mee de overstap. Capon ging zo spelen in de stad waar hij opgroeide. Ook hier groeide hij uit tot een vaste basispion op de positie van rechtsachter. In april 2018 werd het contract van Capon verlengd tot juni 2021 met de optie dit met nog één seizoen te verlengen. Gedurende het seizoen 2020/21 raakte hij onder de nieuwe trainer Alexander Blessin zijn basisplaats kwijt aan Jelle Bataille. Capon speelde uiteindelijk 8 seizoenen voor KV Oostende.

## Statistieken[3]
| Seizoen | Club          | Land            | Competitie         | Competitie | Competitie | Beker | Beker | Supercup | Supercup | Europees | Europees | Totaal | Totaal |
| Seizoen | Club          | Land            | Competitie         | Wed.       | Dlp.       | Wed.  | Dlp.  | Wed.     | Dlp.     | Wed.     | Dlp.     | Wed.   | Dlp.   |
| ------- | ------------- | --------------- | ------------------ | ---------- | ---------- | ----- | ----- | -------- | -------- | -------- | -------- | ------ | ------ |
| 2006/07 | Club Brugge   | Vlag van België | Jupiler Pro League | 2          | 0          | 0     | 0     | —        | —        | 0        | 0        | 2      | 0      |
| 2007/08 | Club Brugge   | Vlag van België | Jupiler Pro League | 18         | 1          | 1     | 0     | 0        | 0        | 0        | 0        | 19     | 1      |
| 2008/09 | Club Brugge   | Vlag van België | Jupiler Pro League | 11         | 0          | 2     | 0     | —        | —        | 0        | 0        | 13     | 0      |
| 2009/10 | → KV Kortrijk | Vlag van België | Jupiler Pro League | 30         | 1          | 3     | 1     | —        | —        | —        | —        | 33     | 2      |
| 2010/11 | KV Kortrijk   | Vlag van België | Jupiler Pro League | 30         | 1          | 1     | 0     | —        | —        | —        | —        | 31     | 1      |
| 2011/12 | KV Kortrijk   | Vlag van België | Jupiler Pro League | 32         | 3          | 4     | 0     | —        | —        | —        | —        | 36     | 3      |
| 2012/13 | KV Kortrijk   | Vlag van België | Jupiler Pro League | 28         | 1          | 5     | 0     | —        | —        | —        | —        | 33     | 1      |
| 2013/14 | KV Kortrijk   | Vlag van België | Jupiler Pro League | 37         | 1          | 4     | 0     | —        | —        | —        | —        | 41     | 1      |
| 2014/15 | KV Kortrijk   | Vlag van België | Jupiler Pro League | 26         | 3          | 1     | 0     | —        | —        | —        | —        | 27     | 3      |
| 2015/16 | KV Oostende   | Vlag van België | Jupiler Pro League | 30         | 0          | 0     | 0     | —        | —        | —        | —        | 30     | 0      |
| 2016/17 | KV Oostende   | Vlag van België | Jupiler Pro League | 23         | 0          | 4     | 0     | —        | —        | —        | —        | 27     | 0      |
| 2017/18 | KV Oostende   | Vlag van België | Jupiler Pro League | 33         | 4          | 2     | 0     | —        | —        | 2        | 0        | 37     | 4      |
| 2018/19 | KV Oostende   | Vlag van België | Jupiler Pro League | 25         | 1          | 0     | 0     | —        | —        | —        | —        | 25     | 1      |
| 2019/20 | KV Oostende   | Vlag van België | Jupiler Pro League | 16         | 0          | 1     | 0     | —        | —        | —        | —        | 17     | 0      |
| 2020/21 | KV Oostende   | Vlag van België | Jupiler Pro League | 12         | 1          | 2     | 0     | —        | —        | —        | —        | 14     | 1      |
| 2021/22 | KV Oostende   | Vlag van België | Jupiler Pro League | 2          | 0          | 0     | 0     | —        | —        | —        | —        | 2      | 0      |
| Totaal  | Totaal        | Totaal          | Totaal             | 356        | 17         | 30    | 1     | 0        | 0        | 2        | 0        | 384    | 18     |

## Interlandcarrière
Capon is een Belgisch voormalig jeugdinternational. Voor de Belgische U21 speelde hij 10 wedstrijden waarin hij één keer tot scoren kwam.
1 Bossin ·
2 Vinck ·
3 Medley ·
4 Basila ·
5 Laes ·
6 D'Arpino ·
7 Ndicka ·
10 Rocha ·
11 Jung ·
13 Gabriël ·
14 Mebude ·
16 Dewaele ·
17 Durdov ·
19 Osifo ·
20 Musayev ·
23 Amade ·
25 Van Daele ·
26 Koziello ·
29 D'haese ·
33 Tanghe ·
36 Wylin ·
68 Ambrose ·
77 Atanga ·
88 Rodin ·
90 Berte ·
93 Badu ·
99 Albanese ·
Coach: Jamath Shoffner